# Giverny
Giverny ist eine französische Gemeinde mit 448 Einwohnern (Stand 1. Januar 2022) im Département Eure in der Region Normandie. Der Ort gehört zum Arrondissement Les Andelys.

## Geografie
Giverny liegt am Ostrand des normannischen Départements Eure am Zusammenfluss von Seine und Epte, grenzt unmittelbar an das Département Yvelines, Region Île-de-France an, 5 Kilometer westlich des Regionalen Naturparks Vexin français (fr: Parc naturel régional du Vexin français), 63 Kilometer nordwestlich von Paris, 6 Kilometer südwestlich von Gasny und 4 Kilometer östlich von Vernon.

## Namensherkunft
Giverny wurde um 1025 als Giverniacum erstmals urkundlich erwähnt, 1055–1066 als Givernei.
Es handelt sich um einen gallo-römischen Archetypus *GABRINIACU. Das zweite Bestandteil ist das Suffix keltischer ursprungs -(i)acum. François de Beaurepaire schlägt den spätlateinischen Personennamen *Gabrinius als ersten Bestandteil vor, der auch in Givraines (Loiret) zu finden worden wäre. René Lepelley zitiert ihn als Gabrinus. Das Initiale [ʒ] statt des normannisch-picardischen [g] kann durch die Dorflage südlich der ligne Joret (Isoglosse) erklärt werden.
Xavier Delamarre erwähnt doch den gallischen oder gallo-römischen Personennamen Gabrinus, der vom keltischen Wort gabros, gabra „Reh“, „Ziege“ (Bzw. altirisch gabor „Ziegenbock“; Walesich gafr „Ziege“; altbretonisch gabr „Ziege“). gabro- kann auch in Gevry, Givry, Gièvres, Gabriac etc. erkannt werden.
Das entsprechende lateinische Wort caper „Ziege“ ist hingegen das Stammwort der Personennamen Caprinus, Caprinius, die in den Ortsnamen Cheverny, Chevregny (Aisne, Capriniacum 893) usw. zu finden sind.
Anmerkung : Die alten Formen Warnacus 671, Wariniacus 863 wurden irreführend Giverny von Ernest de Blosseville in seinem Dictionnaire Topographique de l'Eure zugeschrieben, während sie sich wahrscheinlich auf Guerny (Warnacum 7. / 8. J.) beziehen, das 25 km entfernt liegt. Trotz ihrer mangelnden phonetischen Kompatibilität mit der Entwicklung zu Giverny, wurden sie von Albert Dauzat in seinem Werk Dictionnaire étymologique des Noms de lieux en France und anschließend von Ernest Nègre in seinem Toponymie générale de la France erwähnt und dienten als Erklärung. Der Erste, der sich des Problems bewusst war, fügte vorsichtig hinzu, nachdem er das germanische Anthroponym Warin (+ -iacum) vorgeschlagen hatte, «das sich bei dem 10. jahrhundert mit einem anderen Namen gekreuzt haben muss », der zweite folgte diesem Beispiel und ging von einer hypothetischen Anziehungskraft eines Namens wie Gibertus.

## Geschichte
Im 7. Jahrhundert wurde bei Giverny Wein angebaut. Die Weinberge gehörten der Abtei Saint-Wandrille und wurden im 8. Jahrhundert von Abt Teutsind an die Grafschaft abgegeben. 863 hatte die Abtei von Saint-Denis Landbesitz. Die Abtei Saint-Ouen in Rouen besaß ebenfalls seit dem 9. Jahrhundert Grundbesitz im Tal der Epte in Giverny und Gasny. Vor 1066 erhielt die Abtei Saint-Ouen die Weinberge und vor dem 13. Jahrhundert erhielt sie die Kirche Sainte-Radegonde. 1678 wurde es schließlich bezeugt, dass das Lehen Giverny der Abtei Saint-Ouen gehörte. Es gab aber noch ein zweites Lehen in Giverny, das einer Familie gehörte, die sich nach der Ortschaft benannt hatte.
1793 erhielt Giverny im Zuge der Französischen Revolution (1789–1799) den Status einer Gemeinde und 1801 das Recht auf kommunale Selbstverwaltung.
Der Bahnhof Giverny-Limetz lag an der Bahnlinie Gisors – Vernonnet, die am 15. Juli 1869 eingeweiht wurde. Der Personenverkehr wurde im März 1940 eingestellt, der Güterverkehr 1941. Die Bahnstrecke wurde im Zweiten Weltkrieg (1939–1945) von den deutschen Truppen zum Transport der Materialien für die Errichtung des Atlantikwalls benutzt.

### Bevölkerungsentwicklung
| Jahr                       | 1962 | 1968 | 1975 | 1982 | 1990 | 1999 | 2007 | 2017 |
| Einwohner                  | 363  | 386  | 509  | 502  | 548  | 524  | 506  | 494  |
| Quellen: Cassini und INSEE |      |      |      |      |      |      |      |      |

## Sehenswürdigkeiten

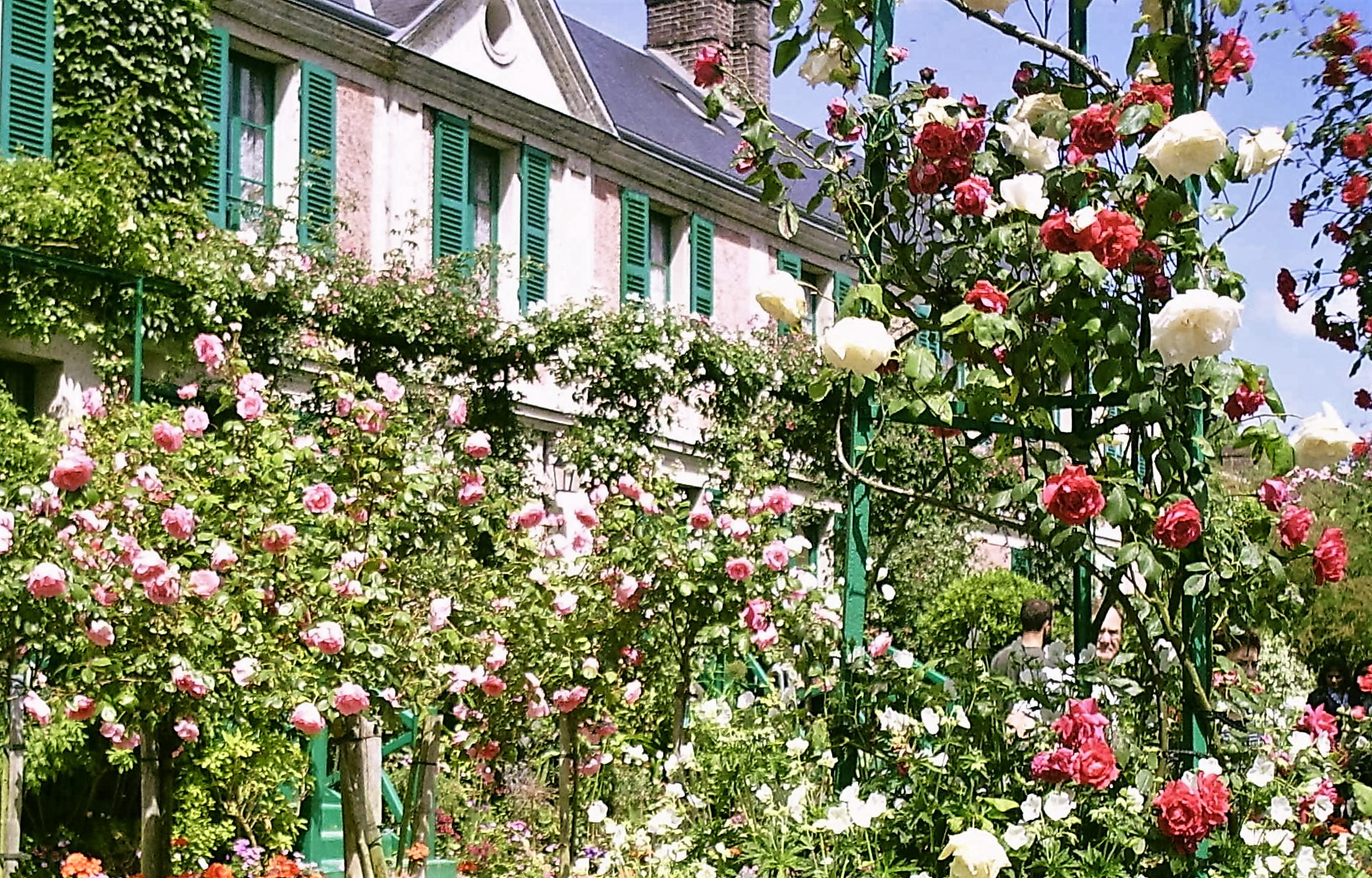
Haus und Garten von Claude Monet, der hier zu einigen seiner bekanntesten Motive inspiriert wurde.

Das Haus und der Garten von Claude Monet wurden 1976 in das Zusatzverzeichnis der offiziellen historischen Denkmale eingetragen. Das Grundstück ist außerdem als Site classé (Naturdenkmal) eingestuft. Um 1890 kaufte Monet drei Parzellen Land, auf dem sich drei Häuschen befanden. Er richtete dort seinen Garten ein und baute sich zwischen 1911 und 1918 ein Haus, das heute ein Museum beherbergt. Der erste Teil des von ihm eingerichteten Gartens war das Clos Normand, ein abgeschlossener Garten voller Rosen, Pfingstrosen, Goldlack, Kapuzinerkressen, Waldreben, Klatschmohn, Tulpen und Schwertlilien. Der zweite Teil war ein Wassergarten, mit einem Teich, einer japanischen, mit Wisteria überdachten Brücke, Seerosen, einer Trauerweide, Bambus und Rhododendren.
Als Monet 1883 nach Giverny zog, war das alte Hôtel Baudy nur eine Épicerie mit Ausschank. Es war nach den damaligen Besitzern benannt. 1891 wurde das Gebäude zu einem Hotel mit 20 Zimmern umgestaltet und beherbergte vor allem Maler aus den Vereinigten Staaten. Der Rosengarten des Hôtel Baudy wurde ebenfalls gegen Ende des 19. Jahrhunderts angelegt. Heute wird das Gebäude als Restaurant genutzt.

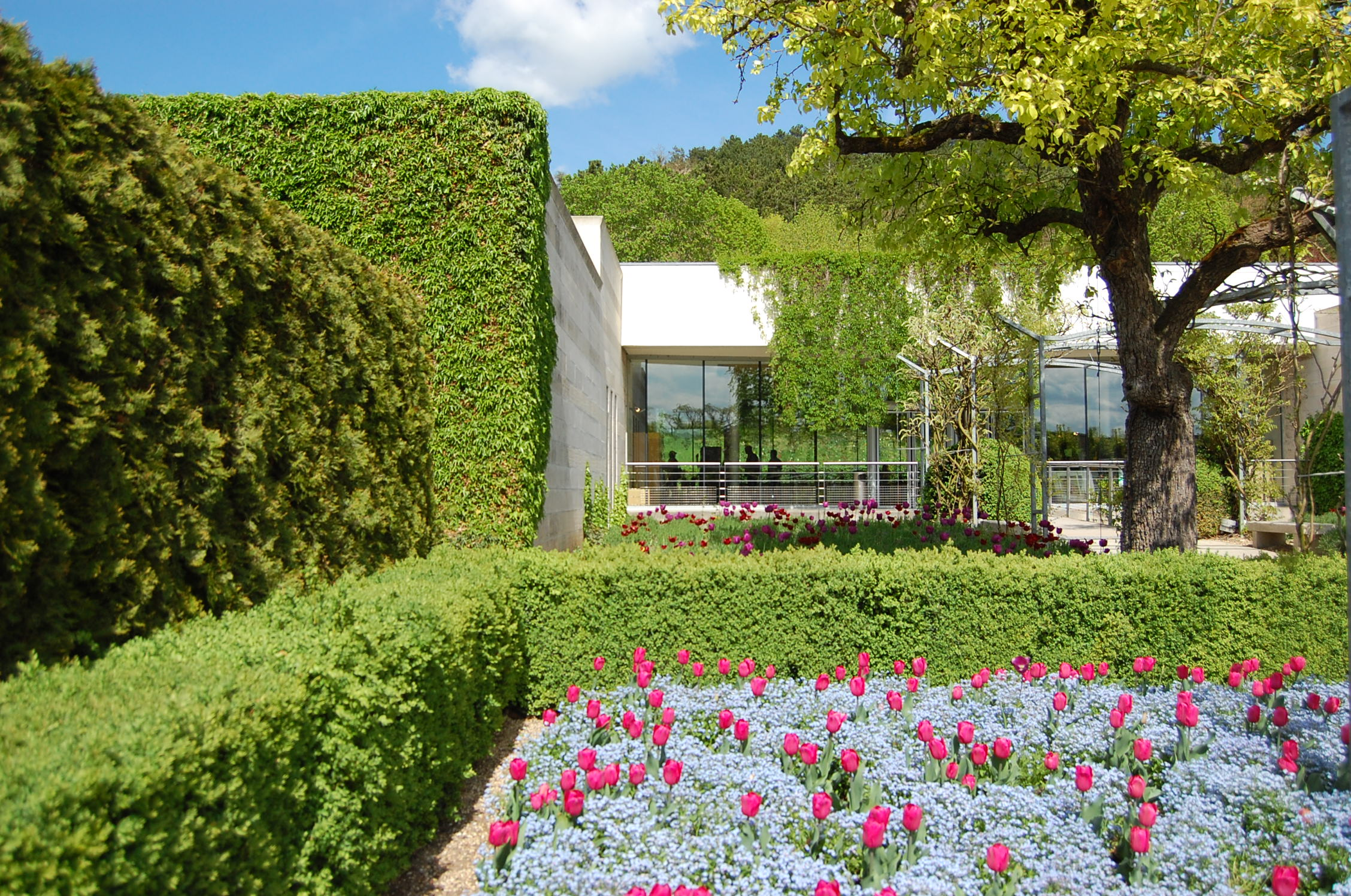
Musée des impressionnismes Giverny

Das Musée des impressionnismes Giverny wurde als Musée d’Art Américain von der Fondation Terra gegründet und 1992 eröffnet. Sein Garten ist im Stil der Gärten der Maler angelegt, die gegen Ende des 19. Jahrhunderts in Giverny wohnten. Zum Museum gehören außerdem verschiedene Grundstücke, die Malern aus den Vereinigten Staaten gehört hatten, darunter das Maison du Hameau, das von 1884 bis 1928 im Besitz der Malerin Lilla Cabot Perry war. Das Grundstück grenzt an Monets Grundstück. Der Garten wurde 1988 nach Gemälden aus den 1890er Jahren angelegt. Seit 2009 zeigt das Musée des impressionismes Giverny Wechselausstellungen in Zusammenarbeit mit dem Musée d’Orsay.
Die romanische Kirche Sainte-Radegonde stammt aus dem 11. Jahrhundert und wurde mehrfach umgebaut. Aus dem 11. Jahrhundert sind die südliche Apsis und der Giebel erhalten geblieben. Die nördliche Mauer des Kirchenschiffs und die nördliche Apsis stammen aus dem 12. Jahrhundert. Die Kirche wurde 2009 in das Zusatzverzeichnis der historischen Denkmale eingetragen. Auf dem Friedhof an der Kirche befindet sich das Grab von Claude Monet.

## Wirtschaft
Auf dem Gemeindegebiet gelten geschützte geographische Angaben (IGP) für Schweinefleisch (Porc de Normandie), Geflügel (Volailles de Normandie) und Cidre (Cidre de Normandie und Cidre normand).

## Persönlichkeiten
- Germain Delavigne (1790–1868), Dichter, Librettist und Liedtexter
- Claude Monet (1840–1926), Maler, wohnte und arbeitete von 1883 bis zu seinem Tod in Giverny[14]
- Blanche Hoschedé-Monet (1865–1947), Malerin und Monets Schwiegertochter, wohnte und arbeitete von 1883 bis zu ihrem Tod in Giverny
- Lilla Cabot Perry (1848–1933), US-amerikanische Malerin, war Monets Nachbarin
- Theodore Robinson (1852–1896), US-amerikanischer Maler, lebte ab 1884 einige Jahre lang in Giverny
- Václav Radimský (1867–1946), tschechischer Maler, lebte und zeichnete ab 1890 für einige Jahre in Giverny
- Mary Fairchild Low (1858–1946), amerikanische Malerin, lebte von 1895 bis 1909 in Giverny

## Trivia
Der britische Bluessänger und Komponist Chris Rea schrieb nach einem Besuch in Monets berühmtem Zuhause das Lied Giverny, veröffentlicht im Jahr 1986 auf dem Album On the Beach.